# Belogorski-klooster
Het Orthodoxe Missionaire Belogorski-klooster van de Heilige Nicolaas (Russisch: Белогорский Свято-Николаевский православно-миссионерский мужской монастыр) is een Russisch-orthodox mannenklooster op de berg Belaja Gora ("Witte Berg") in de Centrale Oeral.
Het klooster op de top van een 446 meter hoge berg ligt hemelsbreed 85 kilometer ten zuiden van de stad Perm en 50 kilometer ten westen van Koengoer. Het klooster is tegenwoordig weer een populaire bestemming voor bedevaarten.

## Geschiedenis
De geschiedenis van het klooster begon op 9 juni 1890 toen de priester Stefan Loekanin de berg bezocht en zo verrukt werd van het uitzicht dat hij de plek uitkoos voor het stichten van een klooster als missiecentrum onder oudgelovigen. Zijn keuze voor de plaats markeerde hij met de plaatsing van een klein houten kruis.
In 1891 werd een 10,65 meter hoog tsarenkruis opgericht ter nagedachtenis aan de redding van tsaar Nicolaas. Op 11 mei 1891 werd tsarevitsj Nicolaas tijdens zijn bezoek aan Japan verwond door de sabel van Tsuda Sanzō.
In 1893 begon de bouw van een houten kerk die één jaar later voltooid werd. In dat jaar werd ook enige andere gebouwen en een school voor weeskinderen opgericht. Het klooster ontwikkelde zich in rap tempo en werd een geliefde bestemming voor bedevaarten. Jaarlijks bezochten tot 70.000 bedevaartgangers het klooster. Nadat de eerste houten kerk in 1897 afbrandde, werd in 1902 met de bouw van de neo-byzantijnse Kruisverhogingskathedraal (russisch: Крестовоздвиженский собор) begonnen. De kathedraal werd voltooid in 1917. De consecratieplechtigheid was een grootste gebeurtenis en werd door ongeveer 30.000 mensen bijgewoond.

### Sovjetperiode
Het klooster werd in 1918 doelwit van represailles van de nieuwe machthebbers. Hierdoor daalde het aantal bewoners van het klooster tot het voorjaar van 1919 van ongeveer 400 monniken tot 132. Op 12 augustus 1918 martelden de bolsjewieken de archimandriet van het klooster en wierpen hem in de rivier de Kama. Van augustus 1918 tot januari 1919 martelden en executeerden de bolsjewieken 34 monniken van het klooster. In maart 1923 werd het geplunderde klooster ten slotte definitief gesloten. Vervolgens werden de gebouwen als school; opvang voor invaliden en in de Tweede Wereldoorlog als revalidatiecentrum voor gewonde en gehandicapte militairen gebruikt. Van 1946 tot 1986 was er een verpleeghuis gevestigd voor oorlogsveteranen. In 1980 woedde in de kathedraal een hevige brand.

### Heropening
In 1990 werd het gebied van het klooster weer teruggegeven aan de Russisch-orthodoxe Kerk en in 1991 volgde de heropening van het klooster. Vanaf 1995 werd begonnen met de restauratie van de kathedraal. Een later, in mei 1996, bezocht patriarch Aleksi het klooster. Sinds 1997 vindt elk jaar een kruisprocessie vanuit de stad Perm naar het Belogorski-klooster plaats.

## Afbeeldingen

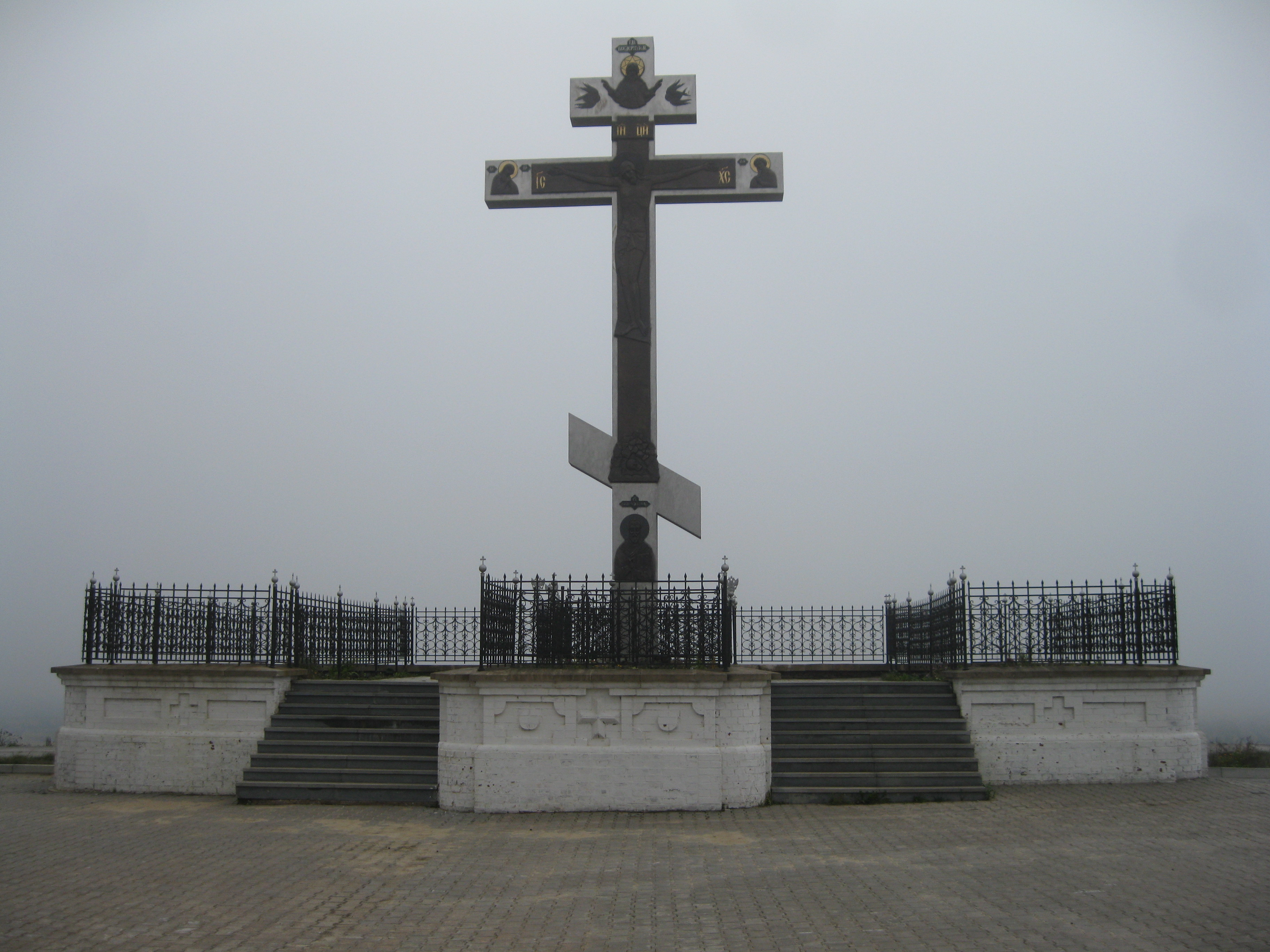
Tsarenkruis
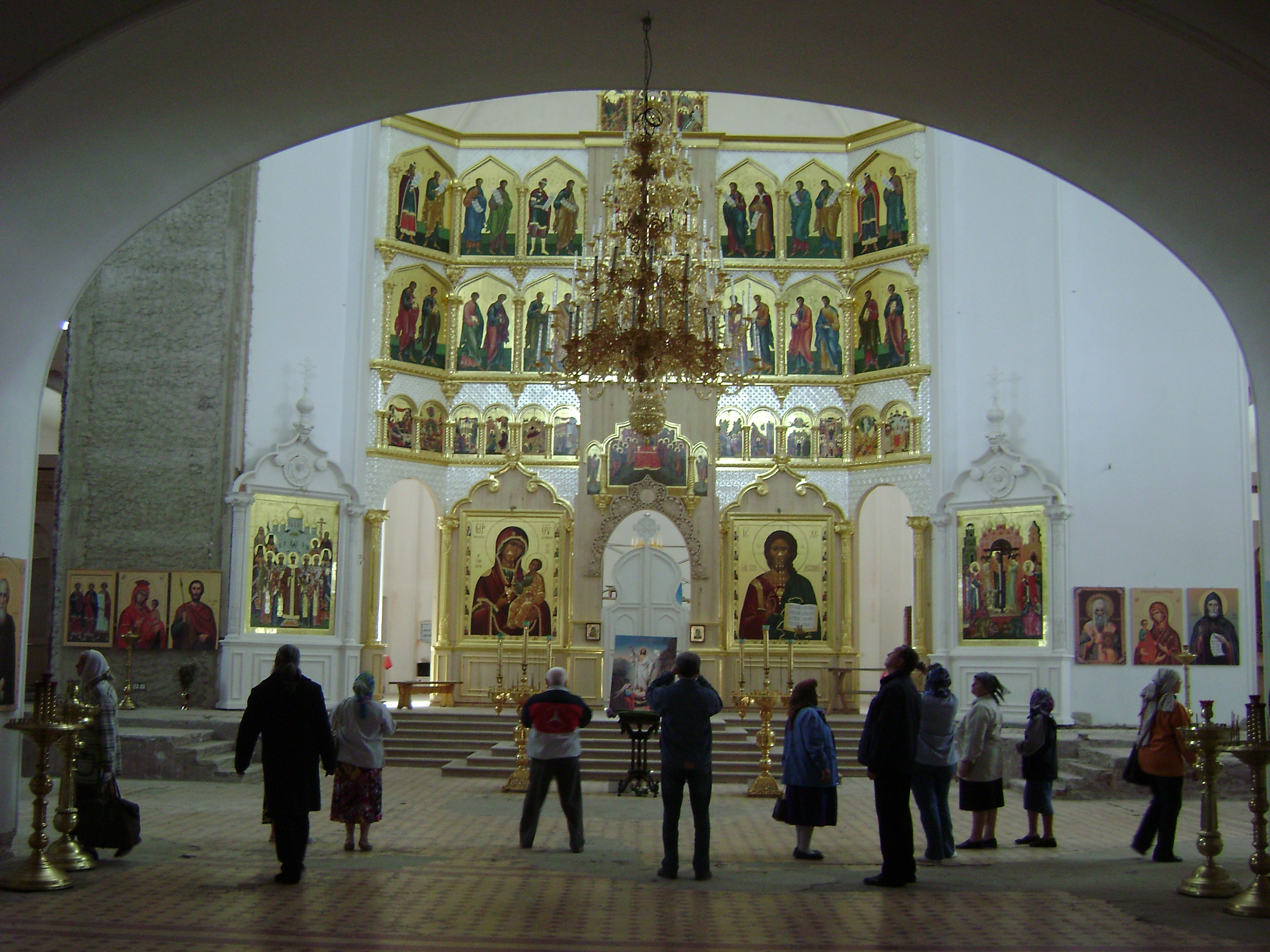
Iconostase van de kathedraal
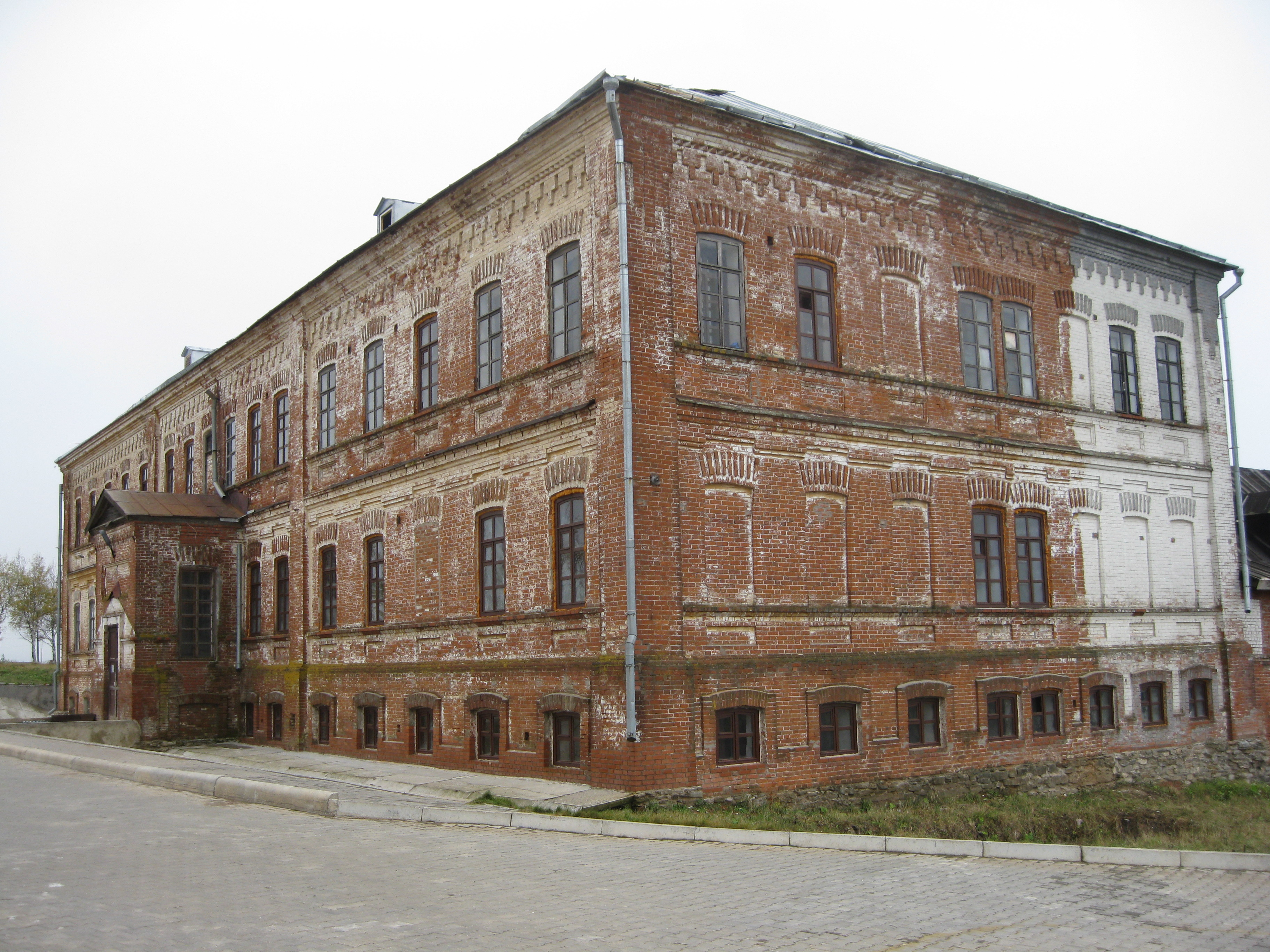
Kloostergebouw